# Garden of Delete
Garden of Delete — седьмой студийный альбом американского электронного музыканта Oneohtrix Point Never (Дэниел Лопатин), изданный 13 ноября 2013 года на лейбле Warp Records.
Альбом, который, по мнению критиков, радикально отличается по стилистике от его предыдущих релизов, предварялся загадочной промо-кампанией в Интернете и опирается на такие музыкальные влияния, как гранж, ню-метал и популярная электронная танцевальная музыка, а также на темы подросткового возраста, мутации и отторжения. В целом альбом получил положительные отзывы критиков и был включён в списки лучших альбомов года несколькими изданиями, включая PopMatters, Fact и The Quietus.

## Отзывы
| Совокупная оценка    | Совокупная оценка |
| Источник             | Оценка            |
| -------------------- | ----------------- |
| AnyDecentMusic?      | 7.8/10            |
| Metacritic           | 79/100            |
| Оценки критиков      |                   |
| Источник             | Оценка            |
| AllMusic             | [ 8 ]             |
| Consequence of Sound | A−                |
| Exclaim!             | 9/10              |
| The Guardian         | [ 11 ]            |
| Mojo                 | [ 12 ]            |
| Pitchfork            | 8.7/10            |
| Q                    | [ 14 ]            |
| Rolling Stone        | [ 15 ]            |
| Spin                 | 8/10              |
| Vice                 | A−                |

Альбом получил положительные отзывы музыкальной критики и интернет-изданий. На сайте Metacritic, который присваивает нормализованный рейтинг из 100 баллов рецензиям ведущих изданий, альбом получил средний балл 79, основанный на профессиональных рецензиях, что свидетельствует о «всеобщем признании».
Хизер Фарес из AllMusic назвала альбом «одной из самых интеллектуально интересных музык Лопатина, а также одной из самых смешных, мрачных и катарсических». Филип Шербурн, написавший для Pitchfork, назвал альбом «абсолютно захватывающим — странным, трогательным, уморительным, иногда раздвигающим границы хорошего вкуса», добавив, что «на этот раз [Лопатин] ещё глубже погружается в долину неясности, отделяющую „реальные“ звуки от миметических». В положительной рецензии британский журнал The Skinny описал Garden of Delete в контрасте с предыдущими работами Oneohtrix Point Never как «кажущуюся агрессивной запись; мускулистую по тону, шизофреническую по подаче, при этом с маниакальной ухмылкой на лице», назвав её «анти-амбиентной записью Oneohtrix». Кайл Карни из Exclaim! написал, что пластинке удаётся звучать доступно, несмотря на всю её сложность, назвав её «звуковым коллажем, подобного которому нет». Under the Radar назвал её «сложным зверем оттенков и настроений, и […] лучшей работой Лопатина».

### Итоговые списки
Альбом Garden of Delete попал в списки лучших альбомов 2015 года по итогам года, составленные несколькими изданиями.
| Публикация  | Список                           | Ранг |
| ----------- | -------------------------------- | ---- |
| Dummy       | The 30 Best Albums of 2015       | 1    |
| Fact        | The 50 Best Albums of 2015       | 2    |
| Pitchfork   | Top 50 Albums of the Year (2015) | 11   |
| PopMatters  | The 80 Best Albums of 2015       | 7    |
| Spin        | The 20 Best Avant Albums of 2015 | 2    |
| Stereogum   | The 50 Best Albums of 2015       | 49   |
| The Quietus | The Quietus Albums of 2015       | 8    |
| The Wire    | Top 50 Releases of 2015          | 18   |

## Список композиций
Слова и музыка всех песен — Daniel Lopatin, except where noted.
| №                   | Название            | Composer                                | Длительность |
| ------------------- | ------------------- | --------------------------------------- | ------------ |
| 1.                  | «Intro»             |                                         | 0:27         |
| 2.                  | «Ezra»              |                                         | 4:26         |
| 3.                  | «ECCOJAMC1»         |                                         | 0:32         |
| 4.                  | «Sticky Drama»      |                                         | 4:17         |
| 5.                  | «SDFK»              | Daniel Lopatin Grotus John Luther Adams | 1:27         |
| 6.                  | «Mutant Standard»   |                                         | 8:06         |
| 7.                  | «Child of Rage»     | Lopatin Michael Finnissy                | 4:52         |
| 8.                  | «Animals»           |                                         | 3:54         |
| 9.                  | «I Bite Through It» |                                         | 3:17         |
| 10.                 | «Freaky Eyes»       | Lopatin Roger Rodier                    | 6:31         |
| 11.                 | «Lift»              |                                         | 4:09         |
| 12.                 | «No Good»           | Lopatin Hans Reichel                    | 3:18         |
| Общая длительность: | Общая длительность: | Общая длительность:                     | 45:16        |

| №                   | Название            | Длительность |
| ------------------- | ------------------- | ------------ |
| 13.                 | «The Knuckleheads»  | 3:48         |
| Общая длительность: | Общая длительность: | 49:04        |

## Чарты
| Чарт (2015)                             | Высшая позиция |
| --------------------------------------- | -------------- |
| Бельгия/Фландрия (Ultratop)             | 95             |
| Бельгия/Валлония (Ultratop)             | 199            |
| Япония (Japanese Albums, Oricon)        | 108            |
| Великобритания (UK Record Store Albums) | 19             |
| США (Billboard Top Heatseekers Albums)  | 2              |
| США (Billboard Independent Albums)      | 14             |
| США (Billboard Dance/Electronic Albums) | 2              |